# چاپارخانه عقدا
چاپارخانه عقدا مربوط به دوره صفوی است و در شهرستان اردکان، بخش عقدا، دهستان عقدا، خیابان رباط ابوالقاسم رشتی، جنب رباط اداره پست عقدا واقع شده و این اثر در تاریخ ۱۴ اسفند ۱۳۸۵ با شمارهٔ ثبت ۱۷۸۹۷ به‌عنوان یکی از آثار ملی ایران به ثبت رسیده‌است.